# Monastère Saint-Michel-de-Vydoubytch
Le monastère Saint-Michel-de-Vydoubytch (ukrainien : Видубицький монастир, Vydubyts'kyi monastyr), est un important monastère ukrainien situé à Kiev, en Ukraine, fondé en 1070 par le Grand prince de Kiev Vsevolod Ier. Il devient le monastère familial de son fils Vladimir II Monomaque et de ses descendants.

## Architecture
Différents bâtiments, du XIe au XIXe, composent le monastère. On compte notamment 
- le clocher : édifié en 1727-1733 par Danylo Apostol, les cloches sont ensuite retirées et remisées dans la cour, par crainte de voir le bâtiment s'effondrer. En 1829-1833, l'architecte Andreï Melenski le consolide et lui ajoute un clocheton orthogonal néoclassique et une flèche. La couverture caractéristique, bleue parsemée d'étoiles, date d'une restauration ultérieure en 1894.
- la cathédrale st-Michel : édifiée entre 1070 et 1088 par le grand duc Vsevolod, fils de Iaroslav le Sage.
- La cathédrale st-Georges édifiée entre 1696 et 1701 par le colonel de Kiev Mykhaïlo Myklachevskyi .

## Historique
Il est inscrit au Registre national des monuments immeubles d'Ukraine sous le numéro : 80-382-9007.

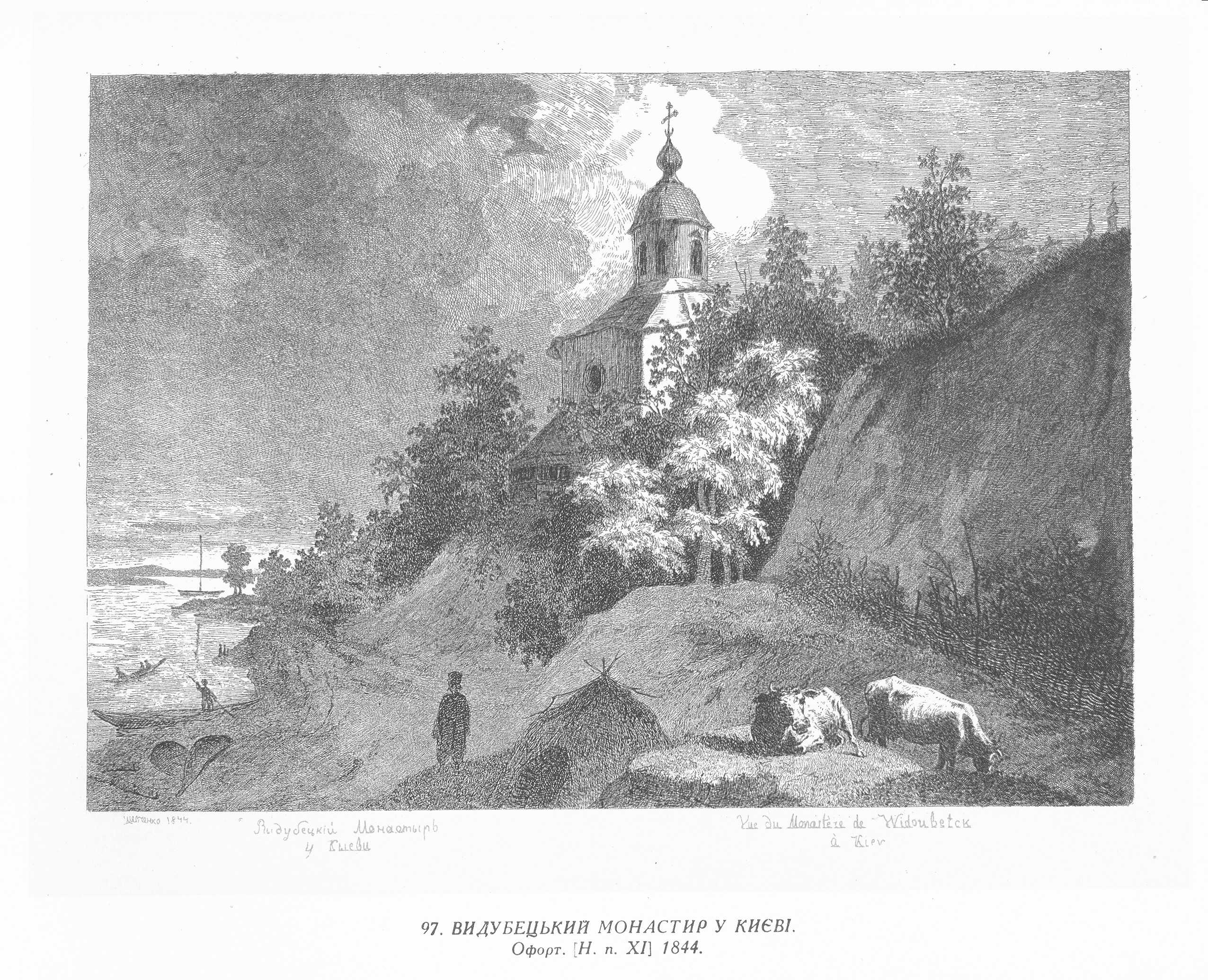
Dessin du monastère dans l'Ukraine pittoresque de Taras Chevtchenko.

### Dans la ligne des réalisations monumentales des rives du Dnepr
Le monastère s'inscrit dans une série de monuments ponctuant la ligne des collines escarpées des rives du Dnepr (de l'amont vers l'aval): monument à saint Vladimir, monument aux droits de Magdebourg, arche de la Liberté du Peuple ukrainien, monument aux morts de la Seconde Guerre mondiale, et statue de la Mère-Patrie. Si le sommet des collines était surtout occupé par de multiples églises et monastères, nombreux sont ceux qui ont été dynamités par les autorités soviétiques dans les années 1920 et 1930. On compte aujourd'hui (de l'amont vers l'aval) le monastère de Saint-Cyrille, l'église Saint-André, l'église de la Dîme (détruite), le monastère Saint-Michel-au-Dôme-d'Or (détruit pour laisser place à un ensemble monumental à Lénine et reconstruit), la tombe d'Askold, la laure des Grottes de Kiev et le monastère Saint-Michel-de-Vydoubytch.

## En images

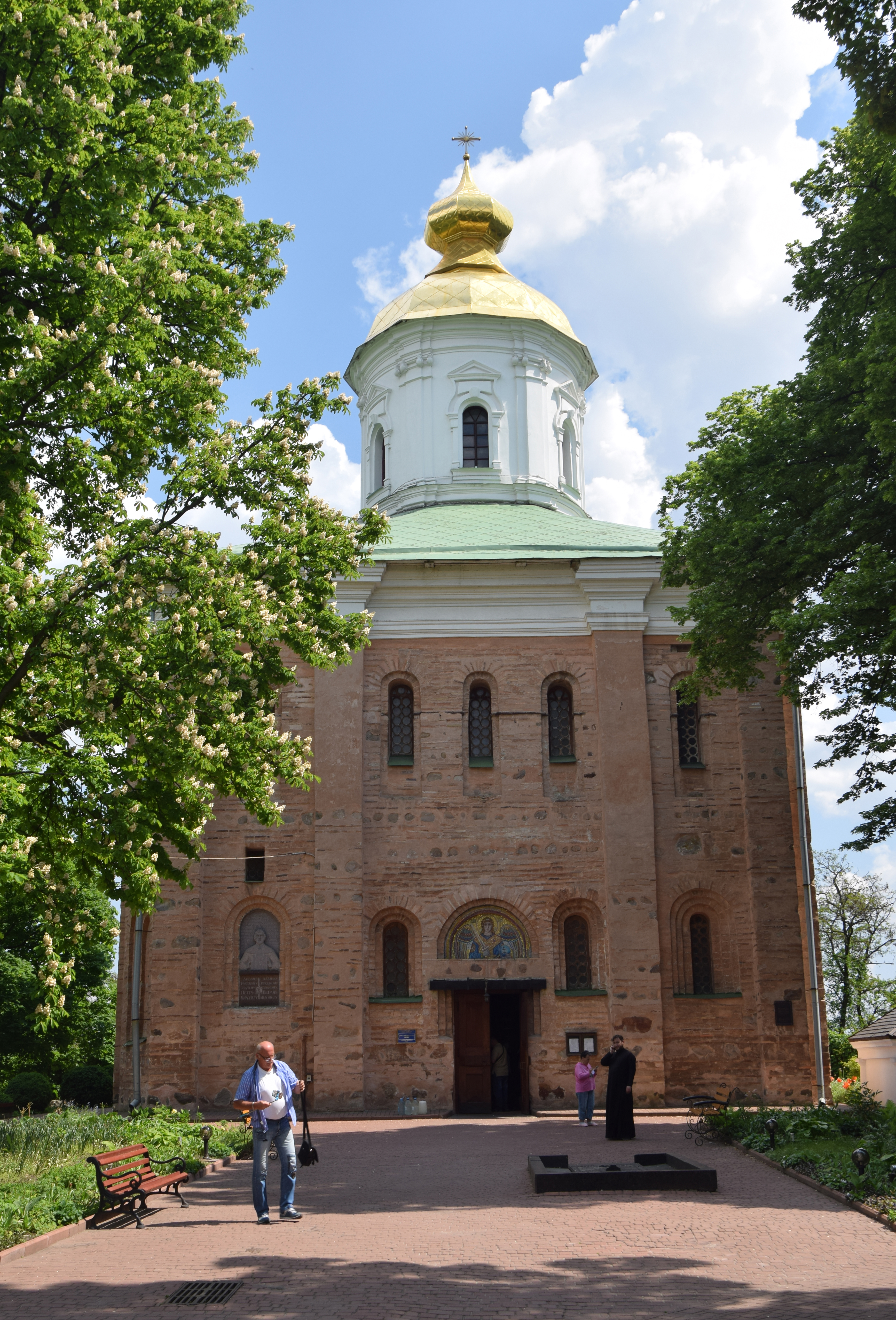
Église st-Michel classée
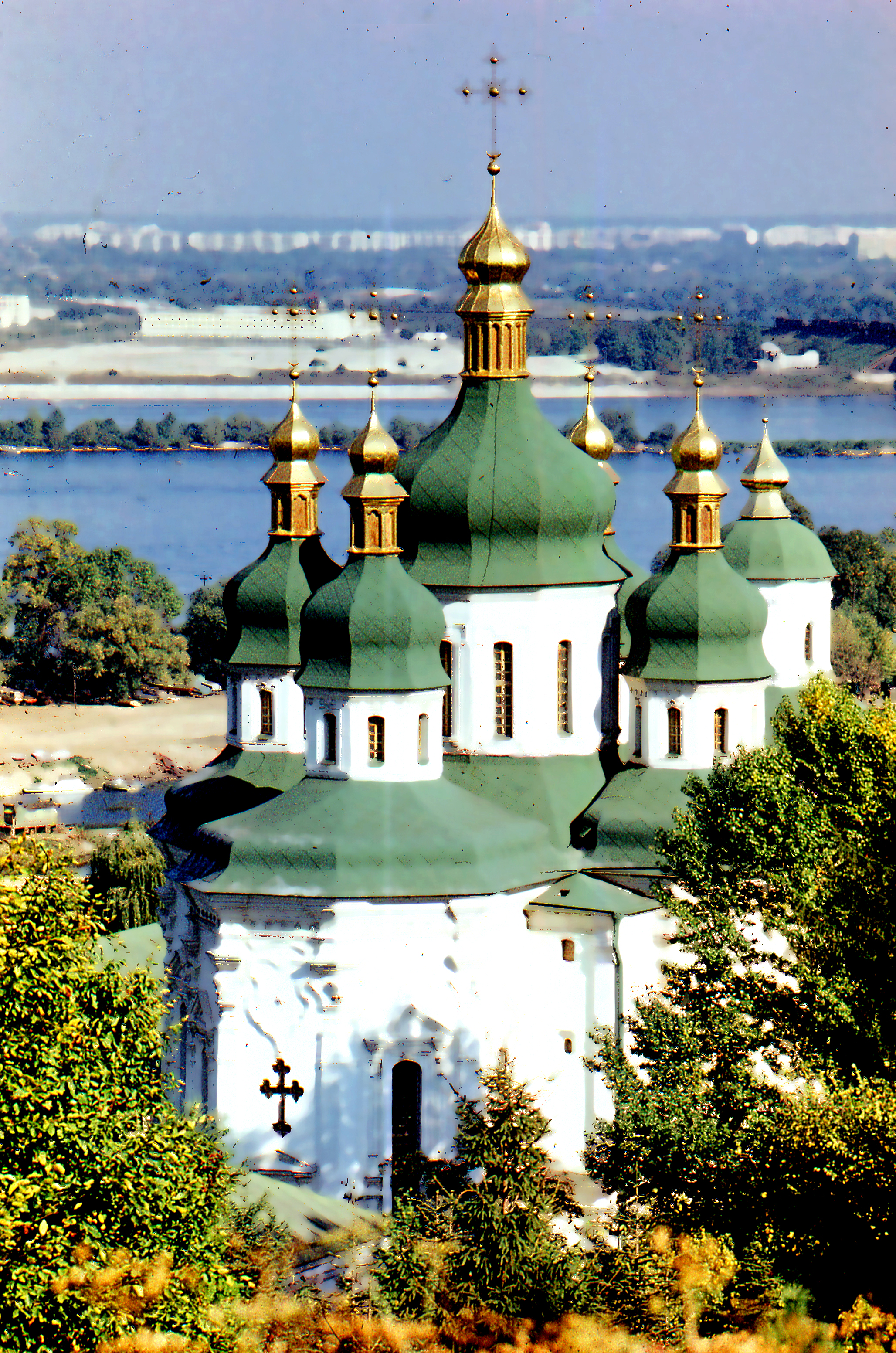
cathédrale st-Georges classée[3],
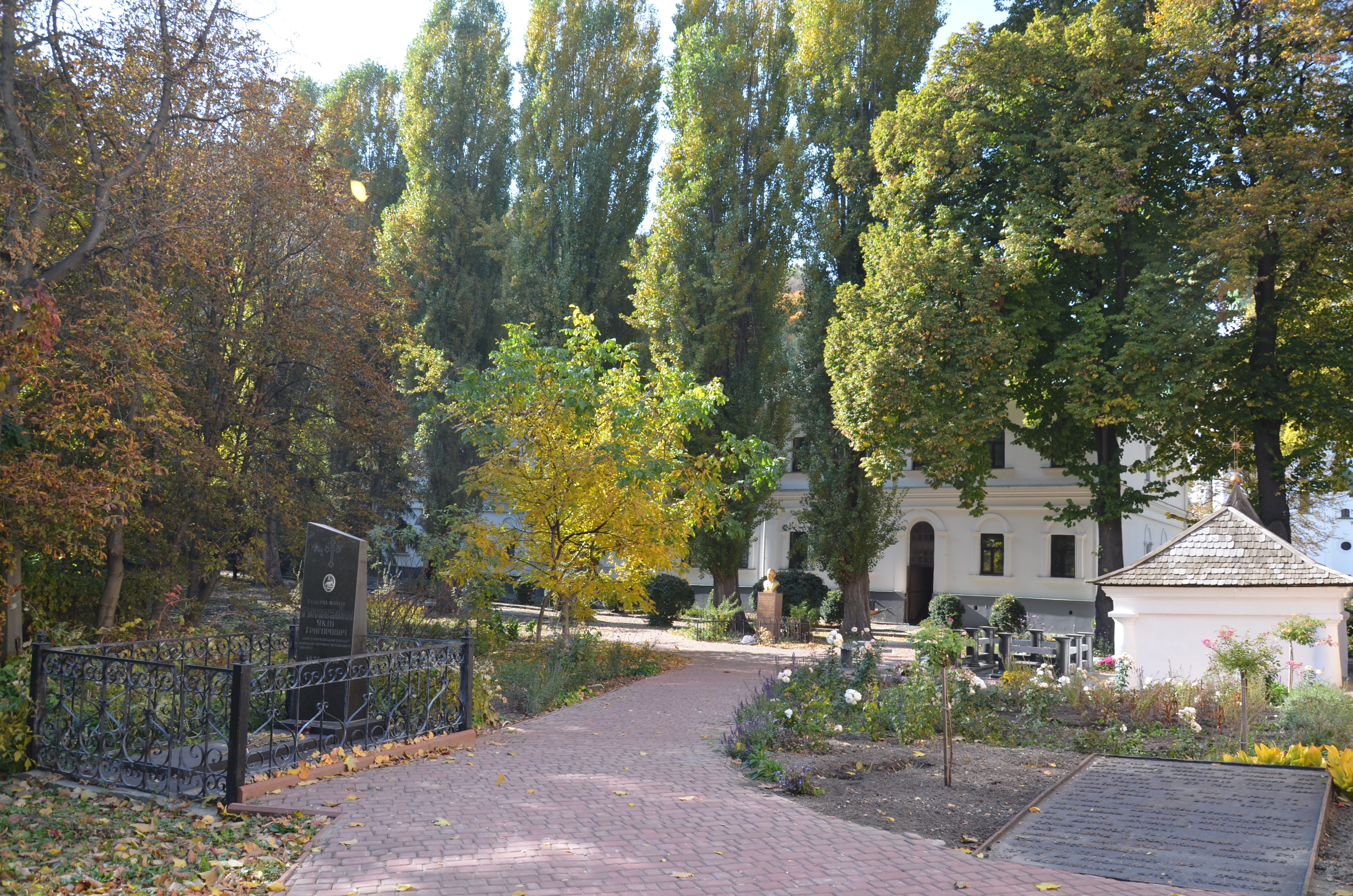
le cimetière classé
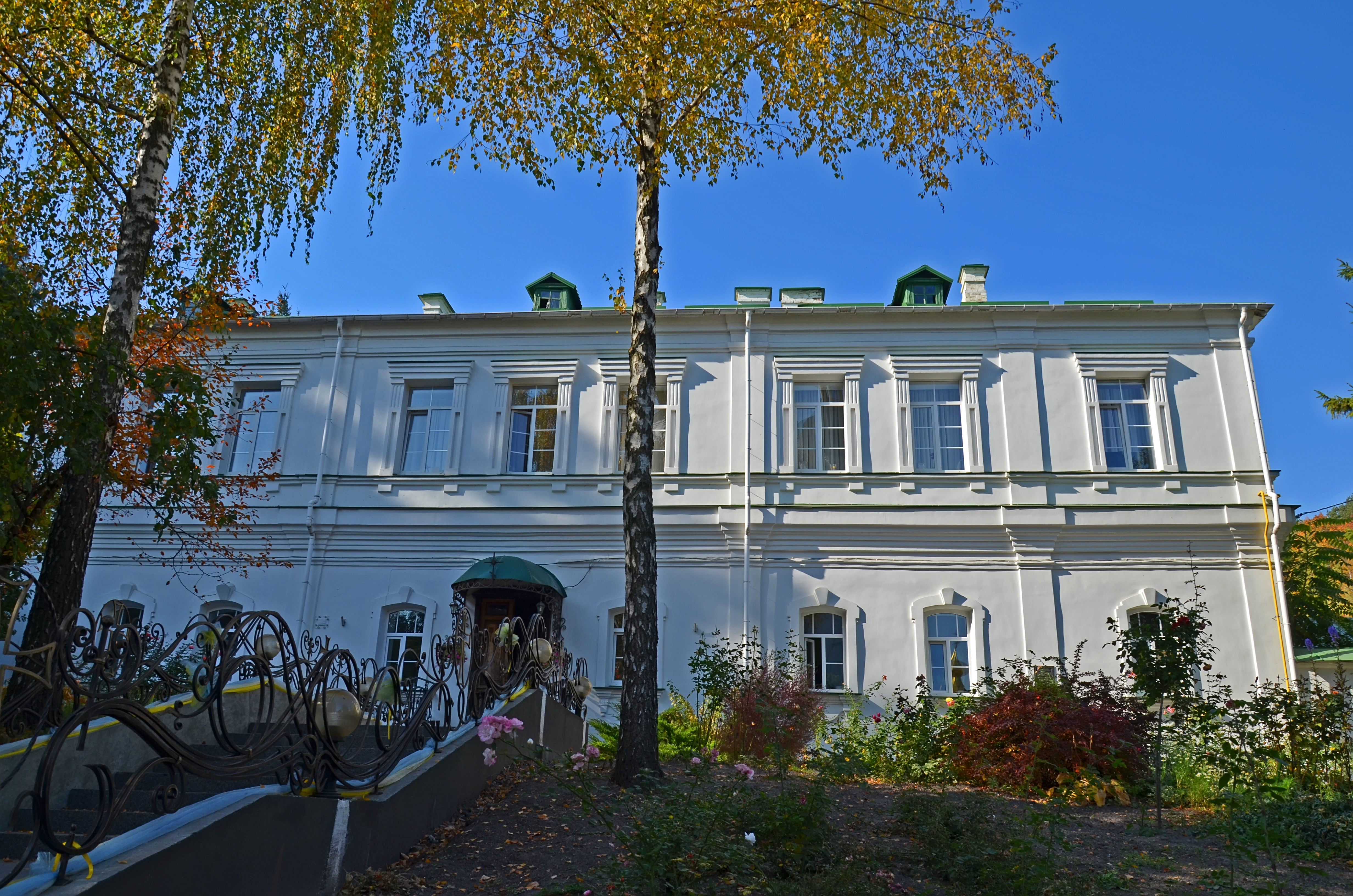
La maison de l'higoumène classé
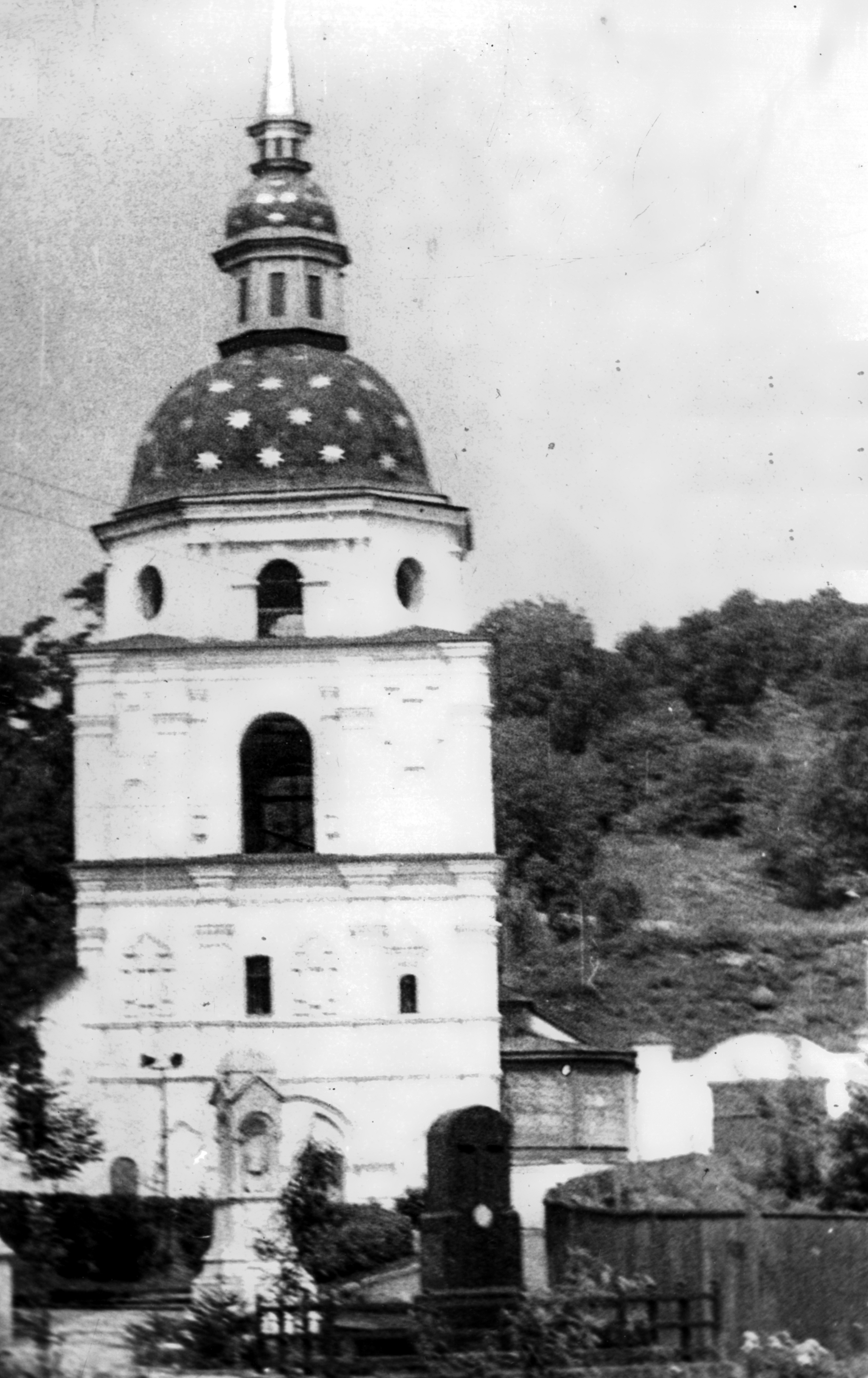
Le beffroi classé
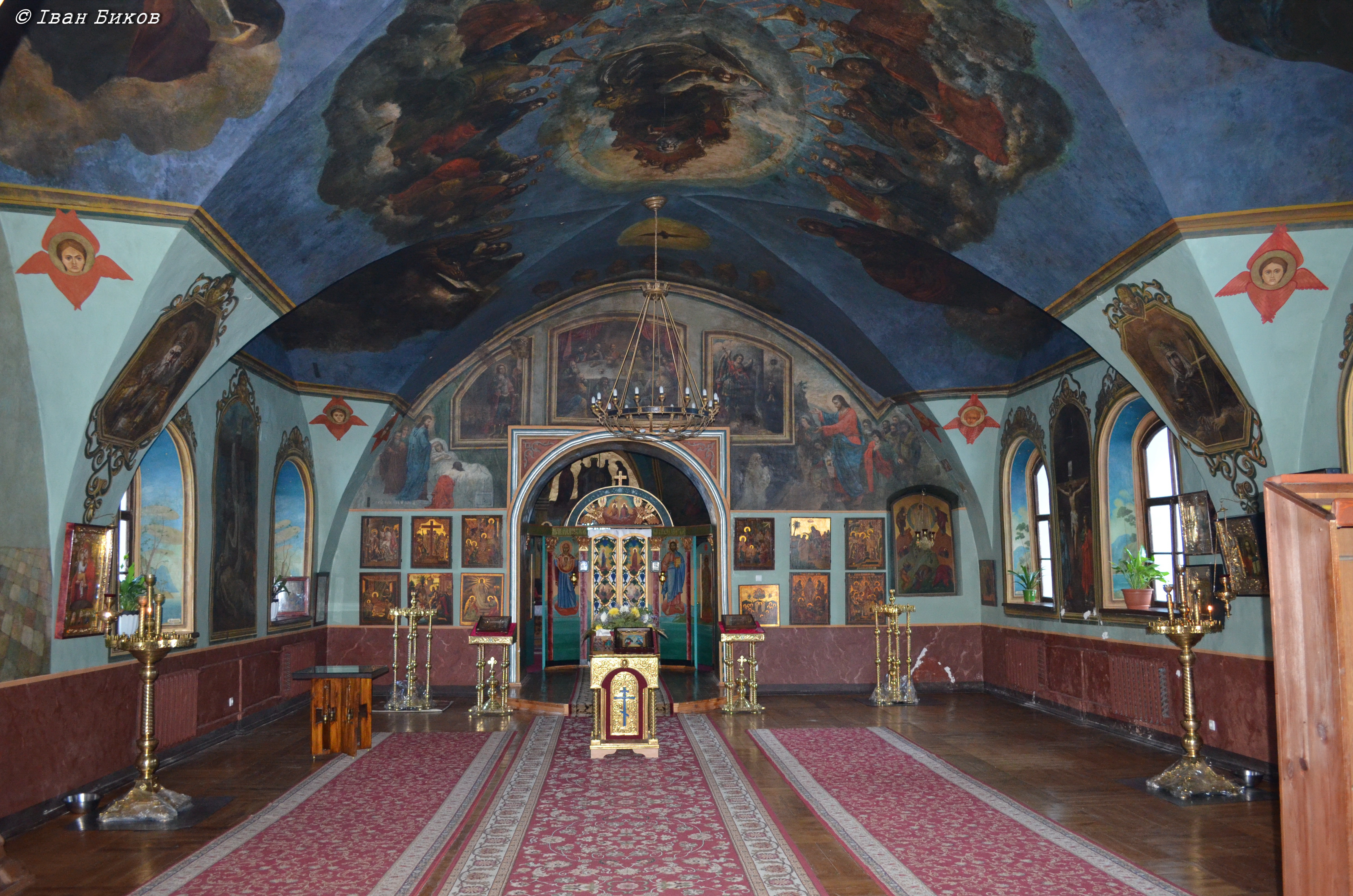
le réfectoire classé

## Personnes inhumés
- Le général Yakov Gandziouk.
- Bogdan Khanenko.